# Peter Reynolds
Peter Reynolds (Australia, 2 de enero de 1948-1 de mayo de 2012) es un nadador australiano retirado especializado en pruebas de estilo libre, donde consiguió ser medallista de bronce olímpico en 1964 en los 4 x 100 metros estilo libre.

## Carrera deportiva
En los Juegos Olímpicos de Tokio 1964 ganó la medalla de bronce en los relevos de 4 x 100 metros estilo libre, con un tiempo 3:39.1 segundos, tras Estados Unidos (oro) y Alemania (plata); sus compañeros de equipo fueron los nadadores: Ian O'Brien, Kevin Berry y David Dickson.